# Гиффорд, Фрэнсис
Фрэнсис Гиффорд (англ. Frances Gifford, 7 декабря 1920 — 16 января 1994) — американская актриса, снимавшаяся в 1930—1940 годах в основном во второстепенных ролях.

## Биография
Фрэнсис Гиффорд родилась и выросла в калифорнийском городке Лонг-Бич. В 16 лет она поступила в Юридическую школу при Калифорнийском университете без малейшего энтузиазма когда-нибудь работать по специальности. Фрэнсис часто посещала киностудии, где наблюдала процесс создания фильмов. На «Студии Сэмюэла Голдвайна» её заметил один из агентов и вскоре она подписала контракт с Голдвайном. После нескольких незначительных ролей она перешла на студию «RKO», где снилась в нескольких знаменитых фильмах Фрэнка Капры конца 1930-х годов, включая «Дверь на сцену» с Кэтрин Хепбёрн и Джинджер Роджерс.
В 1938 году, в возрасте 18 лет, она вышла замуж за актёра Джеймса Данна и в 1939 году вместе с ним сыграла свою первую главную роль в низкобюджетном фильм «Плоскость милосердия». После этого фильма Фрэнсис собиралась на время оставить кино, но в 1939 году она снова снилась у Капры в фильме «Мистер Смит отправляется в Вашингтон». Она сыграла ещё несколько незначительных ролей, прежде чем в 1941 году она подписала контракт с Republic Pictures и сыграла свою самую знаменитую роль в фильме «Девушка из джунглей», снятом по роману Эдгара Райса Берроуза. В 1942 году, в связи с успехами в кино Фрэнсис и спадом в карьере её мужа Джеймса из-за алкоголизма, их брак распался. В том же году она перешла в компанию Paramount Pictures, где снилась в нескольких фильмах, среди которых «Стеклянный ключ». В 1943 году она снилась в фильме «Триумф Тарзана» вместе с Джонни Вайсмюллером. В том же году она вновь сменила студию — на этот раз она подписала контракт с «Metro-Goldwyn-Mayer», где в последующие годы сыграла много успешных ролей.
В 1948 году Фрэнсис чуть не погибла в автокатастрофе, получив серьёзные травмы головы, которые подорвали её карьеру. В начале 1950-х годов она пыталась вернуться в кино, снявшись в двух фильмах. Тем не менее её физичиское и умственное состояние слишком осложнилось и в 1958 году она попала в Государственную психиатрическую клинику в калифорнийском городе Камарилло. Следующие 25 лет Фрэнсис провела в различных клиниках и психиатрических учреждениях.
В 1983 году один журналист обнаружил её работающей в городской библиотеке в Пасадине. Последние годы жизни Фрэнсис провела в Пасадине в состоянии лёгкого помешательства, где и умерла от эмфиземы 16 января 1994 года в возрасте 73 лет.

## Избранная фильмография
| Год  |   | Русское название             | Оригинальное название        | Роль               |
| ---- | - | ---------------------------- | ---------------------------- | ------------------ |
| 1937 | ф | Дверь на сцену               | Stage Door                   | Мэри Макгир        |
| 1938 | ф | Воспитание крошки            | Bringing Up Baby             | эпизодическая роль |
| 1939 | ф | Мистер Смит едет в Вашингтон | Mr. Smith Goes to Washington | прыгающая девушка  |
| 1939 | ф | —                            | Mercy Plane                  | Бренда Гордон      |
| 1941 | ф | Девушка из джунглей          | Jungle Girl                  | Найока Мередит     |
| 1941 | ф | Луизианская покупка          | Louisiana Purchase           | продавщица         |
| 1942 | ф | Американская империя         | American Empire              | Эбби Тейлор        |
| 1942 | ф | Стеклянный ключ              | The Glass Key                | медсестра          |
| 1943 | ф | Триумф Тарзана               | Tarzan Triumphs              | Зандра             |
| 1944 | ф | Брак — это частное дело      | Marriage Is a Private Affair | Сисси Мортимер     |
| 1945 | ф | Медовый месяц втроём         | Thrill of a Romance          | Мод Бэнкрофт       |
| 1945 | ф | У нас растет нежный виноград | Our Vines Have Tender Grapes | Виола Джонсон      |
| 1950 | ф | Стремясь высоко              | Riding High                  | Маргарет Хиггинс   |